# Outsourced (série télévisée)
Outsourced est une série télévisée américaine en 22 épisodes de 22 minutes créée par Ken Kwapis et diffusée entre le 23 septembre 2010 et le 12 mai 2011 sur le réseau NBC et en simultané sur le réseau Global au Canada.
Se déroulant en Inde, la série est basée sur le film du même nom de John Jeffcoat et est adaptée par Ken Kwapis (In Cahoots Productions) et Universal Media Studios.
La série est inédite dans les pays francophones.

## Synopsis
La série se situe à Bombay, en Inde, où une société américaine de vente par correspondance a récemment délocalisé son centre d'appel. Un Américain, seul, va diriger l'équipe du centre d'appel et tenter d'expliquer la culture américaine à ses employés, tout comme il va lui-même essayer de comprendre la culture indienne.

## Distribution
|               |  |              |
| Ben Rappaport |  | Sacha Dhawan |

- Ben Rappaport : Todd Dempsy
- Rizwan Manji (en) : Rajiv Gidwani
- Sacha Dhawan : Manmeet
- Rebecca Hazlewood (en) : Asha
- Parvesh Cheena (en) : Gupta
- Anisha Nagarajan (en) : Madhuri
- Diedrich Bader : Charlie Davies
- Pippa Black : Tonya
- Thushari Jayasekera (en) : Pinky

## Production
Le projet de script a débuté en octobre 2007. Le pilote a finalement été commandé à la fin janvier 2010.
Le casting a débuté à la mi-février 2010, dans cet ordre : Ben Rappaport, Diedrich Bader et Jessica Gower (Tonya) et Rizwan Manji (en).
Le 7 mai 2010, la série est commandée, puis neuf jours plus tard, place la série dans la case du jeudi à 21 h 30 à l'automne.
En juillet 2010, le rôle de Tonya est réattribué à Pippa Black.
Le 18 octobre 2010, satisfaite des audiences, NBC commande neuf épisodes supplémentaires, portant la série à 22 épisodes. À partir de janvier 2011, la série est déplacée à 22 h 30 et perd son auditoire.
Le 13 mai 2011, la série est annulée.

## Épisodes
1. titre français inconnu (Pilot)
2. titre français inconnu (The Measure of a Manmeet)
3. titre français inconnu (Party of Five)
4. titre français pomme de terre(Jolly Vindaloo Day)
5. titre français inconnu (Touched by an Anglo)
6. titre français inconnu (Bolloween)
7. titre français inconnu (Truly, Madly, Pradeeply)
8. titre français inconnu (Home for the Diwalidays)
9. titre français inconnu (Temporary Monsanity)
10. titre français inconnu (Homesick to My Stomach)
11. titre français inconnu (A Sitar is Born)
12. titre français inconnu (Sari, Charlie)
13. titre français inconnu (Training Day)
14. titre français inconnu (The Todd Couple)
15. titre français inconnu (Guess Who's Coming to Delhi)
16. titre français inconnu (Take This Punjab and Shove It)
17. titre français inconnu (Todd's Holi War)
18. titre français inconnu (Gupta's Hit & Manmeet's Missus)
19. titre français inconnu (Charlie Curries a Favor From Todd)
20. titre français inconnu (Mama Sutra)
21. titre français inconnu (Rajiv Ties the Baraat (Part 1))
22. titre français inconnu (Rajiv Ties the Baraat (Part 2))